# Microsoft Teams
Microsoft Teams, ook wel bekend als Teams, is een communicatie- en samenwerkingsplatform van Microsoft dat chatmogelijkheden, videoconferentie, bestandsopslag, waaronder gedeelde bestanden, en integratie van applicaties samenbrengt. De dienst is onderdeel van Microsoft 365. Office productivity suite en extensies kunnen samenwerken met andere programma's dan van Microsoft. Microsoft Teams is een concurrent van services zoals Slack en bedoeld als opvolger voor Skype for Business.
Microsoft kondigde Teams aan tijdens een evenement in New York en maakte het op 14 maart 2017 voor algemeen gebruik beschikbaar. Het programma werd tijdens een interne hackathon ontwikkeld.
Het programma is beschikbaar voor Android, iOS, macOS, Windows en een versie die kan werken in een webbrowser. Er was een previewversie beschikbaar voor Linux, maar de ontwikkeling daarvan werd gestopt.

## Bellen met Microsoft Teams
Sinds 2020 is het mogelijk om Microsoft Teams in te zetten als volwaardige zakelijke telefooncentrale. Alle functionaliteiten van een traditionele VoIP-centrale zijn hiermee beschikbaar in Teams. Waarbij de gebruiker in Skype for Business enkel de mogelijkheid had dit via een SIP-trunk te realiseren, biedt Microsoft dit in Teams ook aan als volledige SaaS-oplossing.
De belangrijkste VoIP-functionaliteit van Microsoft Teams is
- Bellen en gebeld worden op een vast telefoonnummer
- Doorverbinden
- Doorschakelen
- Voicemail
- Auto attendant (callcenter)
- Call queue (callcenter)